# Nemanja Vidić (calciatore 1989)
Nemanja Vidić (in serbo Немања Видић?; Zemun, 6 agosto 1989) è un calciatore serbo, centrocampista del Voždovac.

## Carriera
Ha giocato nella massima serie dei campionati sloveno e serbo.